# Eupithecia vilis
Eupithecia vilis là một loài bướm đêm trong họ Geometridae.